# USS Marl (IX-160)
USS Marl (IX-160) był amerykańską barką betonową typu Trefoil oznaczaną jako unclassified miscellaneous vessel. Był jedynym okrętem United States Navy, noszącym nazwę pochodzącą od margla.
Stępkę jednostki położono na podstawie kontraktu T. B7.D1 Maritime Commission w Barrett & Hilp, Belair Shipyard, South San Francisco (Kalifornia) 16 listopada 1943. Został zwodowany 2 lutego 1944, matką chrzestną była żona pana J. M. Ryana. Został przerobiony dla US Navy na okręt magazynowy, nabyty przez Marynarkę 29 sierpnia 1944 na podstawie długoterminowego czarteru od Maritime Commission. Wszedł do służby tego samego dnia w San Francisco.
Przydzielony do służby w Service Squadron 8 "Marl" został przeholowany na Filipiny gdzie pozostawał do końca wojny na Pacyfiku zapewniając powierzchnię magazynową dla United States Army i United States Marine Corps w Leyte. 23 września 1945 opuścił zatokę San Pedro na holu USS "Lipan" (ATF-85) i płynął w konwoju w kierunku Okinawy. Silny tajfun rozpętał się na północ od Filipin 29 września i zerwał hol pozostawiając barkę na pastwę natury. Jednostka została pochwycona po uspokojeniu się pogody i odholowana do Subic Bay 7 października. Przeszła naprawę uszkodzonych maszyn i kontynuowała służbę pomocniczą do 2 sierpnia 1946, gdy została wycofana ze służby i oddana War Shipping Administration. Jej nazwa została skreślona z listy jednostek floty 15 sierpnia 1946. "Marl" został sprzedany przez Maritime Commission firmie Asia Development Corporation 4 września 1948.